# Gridley (Kansas)
Gridley – miasto położone w Hrabstwo Coffey.